# Tenevo, Iambol
Tenevo (în bulgară Тенево) este un sat în comuna Tundja, regiunea Iambol,  Bulgaria. 

## Demografie
Componența etnică a satului Tenevo
     Turci (4,04%)
     Bulgari (92,97%)
     Nicio identificare (2,05%)
     Altele (1,65%)
La recensământul din 2011, populația satului Tenevo era de 1.509 locuitori. Din punct de vedere etnic, majoritatea locuitorilor (92,97%) erau bulgari, cu o minoritate de turci (4,04%). Pentru 2,05% din locuitori nu este cunoscută apartenența etnică.